# Эфендиев, Осман Сулейманович
Осман Сулейманович Эфендиев (род. 14 апреля 1963 город Махачкала,  Дагестанская АССР) — советский борец вольного стиля. Выступал в категории до 52 кг за спортивное общество «Спартак». Чемпион СССР 1989 года, серебряный призёр чемпионатов СССР 1981 и 1983 годов. Серебряный призёр чемпионата мира, чемпион спартакиады народов СССР 1986г.  и Кубка мира 1982 года. Бронзовый призёр чемпионата Европы 1982 года.
Заслуженный мастер спорта СССР по вольной борьбе.

## Биография
Осман Эфендиев родился 14 апреля 1963 года в городе Махачкала (Дагестанская АССР) в семье Сулеймана Абдурагимовича Эфендиева, мастера спорта по вольной, греко-римской борьбе и самбо, который вместе с братьями Султаном и Нариманом положил начало борцовской династии Эфендиевых.

### Спортивная карьера
Осман Эфендиев выступал за клуб «Спартак» (Махачкала) под руководством тренера М. М. Магомедова.
В 1982 году Эфендиев занял второе место на чемпионате мира по вольной борьбе в Эдмонтоне.
В 1989 году Осман Эфендиев стал чемпионом СССР по вольной борьбе.

### Образование
В 1984 году Эфендиев окончил Дагестанский политехнический институт. В 2003 — Академию труда и социальных отношений.

## Награды
- Орден Дружбы (14.06.2012)
- медаль «За трудовое отличие»[4]